# 구아노 에입스

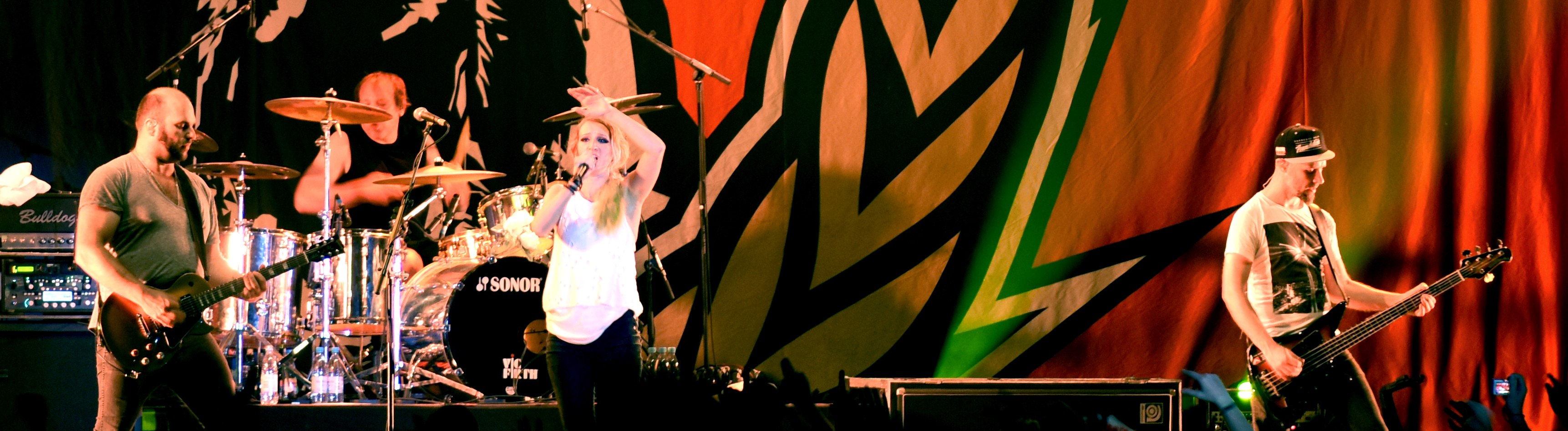
2015년 공연 모습

구아노 에입스(Guano Apes)는 1994년 괴팅겐에서 결성된 독일의 록 밴드이다.
산드라 나식(Sandra Nasic, 보컬), 데니스 포츠와타(Dennis Poschwatta, 드럼), 헤닝 루메냅(Henning Rumenapp, 기타), 스테판 우데(Stefan Ude, 베이스)로 구성되어 있다.
올뮤직은 이 4중주를 메탈, 팝, 랩을 혼합한 소리를 내는 것으로 평가한다. 5개의 스튜디오 음반, 1개의 라이브 음반, 2개의 컴필레이션 음반, 5개의 비디오 앨범을 발매했다.

## 디스코그래피
- Proud Like a God (1997)
- Don't Give Me Names (2000)
- Walking on a Thin Line (2003)
- Bel Air (2011)
- Offline (2014)